# أبو كبيرة (مشرحات)
أبو كبيرة (بالفارسية: ابوکبریه) هي قرية تقع في إيران في قسم مشرحات الريفي. يقدر عدد سكانها بـ 167 نسمة بحسب إحصاء 2016.